# Protonotodytes ventripyga
Protonotodytes ventripyga är en tvåvingeart som beskrevs av Blanchard 1966. Protonotodytes ventripyga ingår i släktet Protonotodytes och familjen parasitflugor. Inga underarter finns listade i Catalogue of Life.